# Boggs Valley
Das Boggs Valley ist ein mit Moränengeröll übersätes Tal im ostantarktischen Viktorialand. Es liegt auf der Ostseite der Helliwell Hills zwischen Mount Van der Hoeven und Mount Alford.
Der United States Geological Survey kartierte es anhand eigener Vermessungen und mithilfe von Luftaufnahmen der United States Navy zwischen 1960 und 1963. Das Advisory Committee on Antarctic Names benannte es 1969 nach dem US-amerikanischen Biologen William J. Boggs, der für das United States Antarctic Program zwischen 1967 und 1968 auf der McMurdo-Station tätig war.